# 丽贝卡·内茨勒
丽贝卡·内茨勒（瑞典語：Rebecca Netzler，1995年7月22日—），瑞典女子帆船运动员。她曾搭档维尔玛·博贝克代表瑞典参加2024年夏季奥林匹克运动会帆船比赛，获得女子49人FX型银牌。